# 福岡県道541号大島循環線
福岡県道541号大島循環線（ふくおかけんどう541ごう おおしまじゅんかんせん）は、福岡県宗像市を通る一般県道である。

## 概要
大島を一周する県道。

### 路線データ
- 起点：福岡県宗像市大島
- 終点：福岡県宗像市大島

## 地理

### 通過する自治体
- 宗像市

### 沿線
- 宗像大社中津宮鳥居
- 大島港渡船ターミナル
- 宗像市立大島学園
- 御嶽神社